# Стоян Райнов
Стоян Иванов Райнов е български керамик, заслужил художник от 1955 година.

## Биография
Роден е в 1894 година в София в семейството на македонския българин, деец за национално освобождение Иван Райнов. Брат е на писателя и изкуствовед Николай Райнов. Между 1910 и 1918 година Стоян Райнов учи в Художественото индустриално училище (с прекъсвания заради участието му във войните), където негови преподаватели са големите художници проф. Стефан Иванов и проф. Антон Митов и един от основоположниците на българската скулптура, проф. Жеко Спиридонов.
В 1912 година при избухването на Балканската война, още ученик Райнов се записва доброволец в Македоно-одринското опълчение и служи в I рота на X Прилепска дружина. По време на Междусъюзническата война е назначен за телефонист в Македоно-одринската дивизия, а след това е военен художник в Бдинската дивизия. Награден е с войнишки кръст за храброст (1913).
Следва керамика в Художествената академия в класа на проф. Стефан Димитров, но след като печели стипендия за специализация, заминава за Бехине, Чехия, учи и провежда художествена практика в Дрезденската художествена академия и в Керамичния институт в Хиор до Кобленц.
През 1922 – 24 година Райнов се завръща в България, където преподава в Държавното керамично училище в София. Следва нова специализация, в Държавната консерватория за изкуства и занаяти в Париж при проф. Мано и инж. Бертран. През 1928 година завършва следването си в Академията в София.
През 1931 – 32 година Райнов е технически ръководител на Керамичната фабрика в с. Слатина (днес квартал „Слатина“), като същевременно изпълнява и длъжността директор на Керамичното училище. От 1932 до 1937 е преподавател, а от 1937 до 1961 година – професор по керамика в Художествената академия. Между 1952 и 1960 година заема поста декан на Факултета по приложни изкуства. Негови ученици в Академията са известни керамици като Ана Гребенарова, Здравко Манолов, Цвятко Димчевски, Димо Димов, Руси Карабиберов.
Стоян Райнов работи основно декоративно-съдова керамика. Въвежда многоцветната украса с подглазурна декорация при изработката на трапезни съдове, вази и медальони. Възстановява ажурната техника от занаятчийските работилници от Първото българско царство в Преслав и Патлейна, като я прилага върху изделия от фаянс и червена глина. През 1950-те години инициира и участва във внедряването на художествената керамика в строителството на големи обществени сгради, като сградите на Министерски съвет и ЦУМ.
Райнов участва в общи художествени изложби по приложни изкуства, прави самостоятелни изложби в София през 1928, 1930, 1931, 1935 г. Негови творби са представени в чуждестранни изложби в Брюксел, Прага, Москва, Варшава, Берлин и др.
Носител е на званието „Заслужил художник“ (1951) и множество отличия, сред които „Златен знак на труда и лауреатство за отлични творби“ на Международната изложба в Брюксел през 1930 година, златен медал от Световното изложение в Париж през 1937 година, диплом от Международната изложба в Берлин през 1939 година, ордени „Кирил и Методий“ – I степен през 1954 и 1963 година, „Червено знаме на труда“ през 1964 година, „Народна република България“ – II степен през 1969 и I степен през 1974 година.

## Родословие
|  |  |  |  |  |  |                              |                              |                              |                              |                              |                              |                              |                              | Иван Райнов (1860 – 1944)    |                              |                           |                           |                            |                            |                            |                            |                            |                            |  |  |  |  |  |  |  |  |  |  |  |  |  |  |  |  |  |  |  |  |  |  |  |  |
|  |  |  |  |  |  |                              |                              |                              |                              |                              |                              |                              |                              |                              |                              |                           |                           |                            |                            |                            |                            |                            |                            |  |  |  |  |  |  |  |  |  |  |  |  |  |  |  |  |  |  |  |  |  |  |  |  |
|  |  |  |  |  |  |                              |                              |                              |                              |                              |                              |                              |                              |                              |                              |                           |                           |                            |                            |                            |                            |                            |                            |  |  |  |  |  |  |  |  |  |  |  |  |  |  |  |  |  |  |  |  |  |  |  |  |
|  |  |  |  |  |  |                              |                              |                              |                              | Николай Райнов (1889 – 1954) | Николай Райнов (1889 – 1954) | Николай Райнов (1889 – 1954) | Николай Райнов (1889 – 1954) | Николай Райнов (1889 – 1954) | Николай Райнов (1889 – 1954) |                           |                           | Стоян Райнов (1894 – 1978) | Стоян Райнов (1894 – 1978) | Стоян Райнов (1894 – 1978) | Стоян Райнов (1894 – 1978) | Стоян Райнов (1894 – 1978) | Стоян Райнов (1894 – 1978) |  |  |  |  |  |  |  |  |  |  |  |  |  |  |  |  |  |  |  |  |  |  |  |  |
|  |  |  |  |  |  |                              |                              |                              |                              | Николай Райнов (1889 – 1954) | Николай Райнов (1889 – 1954) | Николай Райнов (1889 – 1954) | Николай Райнов (1889 – 1954) | Николай Райнов (1889 – 1954) | Николай Райнов (1889 – 1954) |                           |                           | Стоян Райнов (1894 – 1978) | Стоян Райнов (1894 – 1978) | Стоян Райнов (1894 – 1978) | Стоян Райнов (1894 – 1978) | Стоян Райнов (1894 – 1978) | Стоян Райнов (1894 – 1978) |  |  |  |  |  |  |  |  |  |  |  |  |  |  |  |  |  |  |  |  |  |  |  |  |
|  |  |  |  |  |  |                              |                              |                              |                              |                              |                              |                              |                              |                              |                              |                           |                           |                            |                            |                            |                            |                            |                            |  |  |  |  |  |  |  |  |  |  |  |  |  |  |  |  |  |  |  |  |  |  |  |  |
|  |  |  |  |  |  | Богомил Райнов (1919 – 2007) | Богомил Райнов (1919 – 2007) | Богомил Райнов (1919 – 2007) | Богомил Райнов (1919 – 2007) | Богомил Райнов (1919 – 2007) | Богомил Райнов (1919 – 2007) |                              |                              | Боян Райнов (1921 – 2005)    | Боян Райнов (1921 – 2005)    | Боян Райнов (1921 – 2005) | Боян Райнов (1921 – 2005) | Боян Райнов (1921 – 2005)  | Боян Райнов (1921 – 2005)  |                            |                            |                            |                            |  |  |  |  |  |  |  |  |  |  |  |  |  |  |  |  |  |  |  |  |  |  |  |  |